# Yu Bin
Dans ce nom chinois, le nom de famille, Yu, précède le nom personnel.
Pour les articles homonymes, voir Yu.
Ne doit pas être confondu avec Bin Yu.
Yu Bin (Chinois : 俞斌; Pinyin : Yú Bīn; né le 16 avril 1967) est un joueur de go professionnel en Chine.

## Biographie
Yu Bin est l'un des meilleurs joueurs chinois des années 90 et du début des années 2000. Il est devenu 9e dan en 1991, à l'âge de 24 ans.

## Titres
| Titre                 | Années     |
| --------------------- | ---------- |
| Titres nationaux      | 6          |
| Coupe Ahan Tongshan   | 2002       |
| Coupe New Sports      | 1987, 1992 |
| Qiwang                | 2000, 2001 |
| Qisheng               | 2001       |
| Titres internationaux | 3          |
| Coupe Asian TV        | 1997, 2004 |
| Coupe LG              | 2000       |
| Total                 | 9          |